# Rachid Hamdani
Rachid Hamdani (Toul, 8 april 1985) is een Marokkaans voormalig voetballer. Hij debuteerde in 2008 in het Marokkaans voetbalelftal.

## Interlandcarrière
Hamdani werd opgeroepen door interim-coach Jamal Fathi om aan te treden voor de Marokkaanse nationale ploeg in de WK 2010-kwalificatiewedstrijden tegen Ethiopië, Mauritanië en Rwanda.